# Paul Massey
Paul Mackintosh Orgill Massey (ur. 12 marca 1926 w Brighton, zm. 21 października 2009 w Birmingham) – brytyjski wioślarz i lekarz, srebrny medalista olimpijski.
Kształcił się w Oundle School i Margaret College University of Cambridge. Dwukrotnie startował w The Boat Race, w latach 1949 i 1950 odnosił zwycięstwa. 
Wystąpił na igrzyskach olimpijskich w Londynie w 1948 roku, gdzie Brytyjczycy w składzie: Chris Barton, Michael Lapage, Guy Richardson, Paul Bircher, Paul Massey, Brian Lloyd, David Meyrick, Alfred Mellows i Jack Dearlove (sternik) wywalczyli srebrny medal w ósemkach. W finale o 10,2 sekundy przegrali z osadą Stanów Zjednoczonych, a o 3,4 sekundy wyprzedzili Norwegów. Na rozgrywanych cztery lata później igrzyskach olimpijskich w Helsinkach startował w czwórkach ze sternikiem, zajmując czwarte miejsce. Walkę o brązowy medal Brytyjczycy przegrali z osadą USA o 4,2 sekundy.
Z zawodu był lekarzem, pracował w londyńskim szpitalu Middlesex.